# Heliocypha perforata
Heliocypha perforata är en trollsländeart som först beskrevs av Achille Rémy Percheron 1835.  Heliocypha perforata ingår i släktet Heliocypha och familjen Chlorocyphidae. Inga underarter finns listade i Catalogue of Life.